# وین سی سی

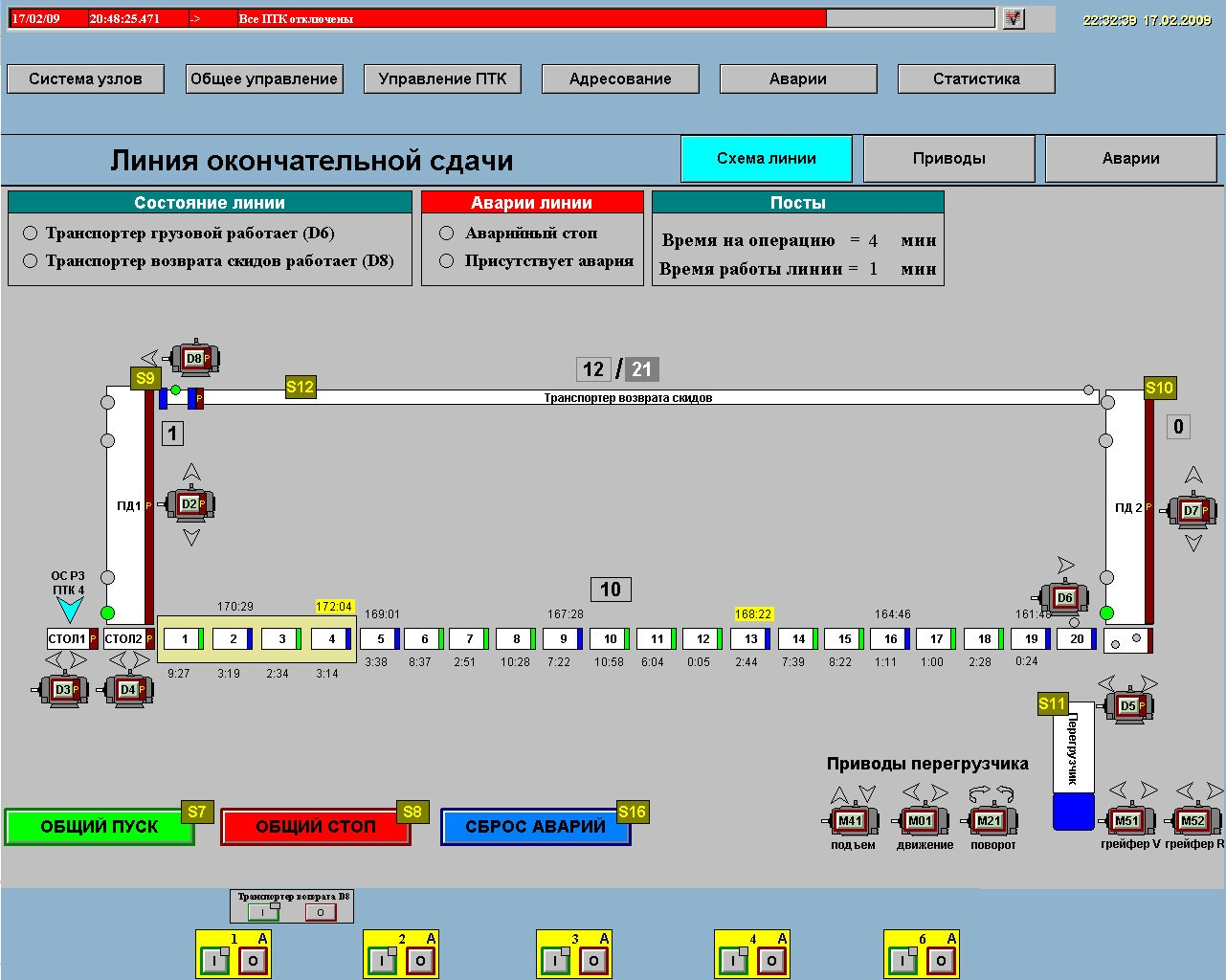
وین سی سی

SIMATIC WinCC یک مجموعه نرم‌افزاری مبتنی بر اسکادا و HMI ساخت زیمنس می‌باشد.

## ویژگی‌ها

### کاربرد
از سامانه‌های اسکادا برای نظارت و کنترل دادگان فرایندهای فیزیکی استفاده می‌شود. سابقاً از اسکادا در مقیاس‌های بزرگ و در مسافت‌های طولانی به خصوص صنایع مادر یا زیرساختها مثل صنایع پتروشیمی یا شبکه سراسری برق استفاده می‌شد، ولی بعد از فراگیر شدن کنترل دیجیتال، حتی در کارگاه‌های کوچک مجهز به کامپیوتر و یک کنترل کننده صنعتی از آن استفاده می‌شود.

### راه اندازی
ابتدا باید یک شبکه صنعتی را تعریف کرد. سپس متغییرها بین کنترل کننده و WinCC در قالب Tag جابجا شوند.
معمولاً از WinCC برای کنترلپی‌ال‌سی های زیمنس استفاده می‌شود، اما برای تجهیزات دیگر کارخانجات مانند آلن بردلی و میتسوبیشی نیز کاراست.
می توان در سطح مدیریت کارخانه، توسط شبکه بالا دستی مثل اترنت از PC-S7 استفاده کرد.

### امکانات
لقب مجموعه نرم‌افزاری به این دلیل انتخاب شده است که WinCC از چند نرم‌افزار مختلف تشکیل شده است که نرم‌افزار WinCC explorer برای سوییچ بین این نرم‌افزارها تعبیه شده است. شاید بتوان گفت نرم‌افزار بنیادی آن Graphic Designer می‌باشد.
این مجموعه نرم‌افزاری به صورت‌های تک کاربره، چند کاربره و توزیع شده قابل نصب و راه اندازی است که حالت اخیر، نوع اسکادا می‌باشد.
WinCC برای سیستم عاملمایکروسافت ویندوز نوشته شده است.
این مجموعه نرم‌افزاری از مایکروسافت اس‌کیوال سرور برای ثبت اطلاعات همراه با وی‌بی‌اسکریپت و ANSI C استفاده می‌کند.
سایر امکانات این مجموعه نرم‌افزاری عبارتند از:
- امکانات فراوان در پویانمایی توسط Dynamic Wizard
- استفاده از تگ‌های فرایندی
- تعریف کاربران مختلف با سطوح دسترسی متمایز
- بایگانی دادگان
- مدیریت اعلانات
- ارجاع متقابل
- طراحی صفحات گزارش
- تعریف کامپیوتر یدکی یا Redundancy

### تهدیدات
- با اختراع نسل جدید پی‌ال‌سی های سری 1200 و 1500 زیمنس و ساخت مجموعه نرم‌افزاری جامع TIA، این نرم‌افزار در حال منسوخ شدن است.
- این مجموعه نرم‌افزاری به صورت قفل شکسته در بازار ایران یافت می‌شود. چند اشکال اساسی دارند: عدم پشتیبانی دستگاه‌های جدید، داشتن باگ‌های فراوان و امکان جاسوسی توسط بیگانگان.
- برای اولین بار در سال ۲۰۱۰ بود که WinCC و PC-S7 به عنوان اولین اسکادای مشهور، هدف حمله بدافزار قرار گرفتند. کرم استاکس نت می‌تواند از سیستم آلوده جاسوسی کند و حتی موجب تغییر برنامه گردد.[۴]